# けんた食堂
けんた食堂（けんたしょくどう）は、日本のYouTubeチャンネルである。YouTuber・料理研究家のけんた（1976年 - 、オイとも）により運営されている。

## 経歴
1976年、長崎県生まれ。実家は漁港のそばであったという。両親は共働きであり、いつも料理を作ってくれる祖母のもとで過ごすことが多かったことが、料理に目覚めるきっかけとなった。けんたは当時を述懐して、「日々の暮らしの中で自然と身に染み付いていったという感じでしょうかね」と語っている。また、父親も料理好きであり、酒のつまみを自分で作ったほか、幼少期の彼をよく市場に連れていった。
けんたは「酒を飲むようになってから」自分で料理を作るようになったが、あくまで個人的な趣味であり、料理とは無関係の仕事に従事していた。2005年、娘が生まれたことを契機として家庭の料理を担当するようになり、同年には「オイ」名義で個人的メモも兼ねた料理サイトである「ぷちぐる」を立ち上げた。「オイ」という名義はこのとき考案されたものであり、九州弁で「俺」を意味する「おい」に由来する。
2008年にはYouTubeに進出するも、当時所有していたビデオカメラの画質の問題から「これは見るに堪えない」と判断し、すぐに撤退した。2013年には翔泳社より、レシピ本である『オーイ!つまみできたぞ』を上梓した。
2018年の終わりに、再びYouTubeを再開した。「ぷちぐる」のアクセス数が下降気味であり、「テキストと写真だけでレシピを紹介するというスタイルに、停滞感と将来への懸念があった」ことがその理由であり、けんたは「料理動画を撮ることを日課とする」ことを心に決めた。同チャンネルははじめ一般の動画を投稿していたが、子供が「四六時中スマホでTiktokを眺めている」ことに気づき、ショート動画に進出するようになる。以降、けんた食堂は視聴者数を大きく増やし、2023年8月14日には登録者10万人、2024年6月3日には登録者100万人を突破した。2024年9月28日には、扶桑社よりレシピ本である『うちめし道』を上梓した。
2025年3月より、自身が出演する日清食品『冷凍 日清中華 辣椒担々麺』のCMが放送中。

## 作風
『KAI-YOU』の荒川真輝は、同チャンネルの作風について、「落ち着いた雰囲気と食への探求心」は、YouTubeショートに多く見られる「飯テロ」系の動画とは大きく異なるものであり、「落ち着いたトーンのナレーションに加え、心地良い料理音を奏でる丁寧な所作と、食へのこだわり、おいしそうに料理を味わうけんたさんの姿」が好評を博していると分析している。
同チャンネルは、ショート動画への進出以降、料理するにあたってのつぶやきをナレーションとして取り入れている。「整える」「〜するのが経済」「〜したって構わない」といった独特の言い回しは「けんた食堂構文」として人気を博している。こうしたナレーションは彼いわく「まったくの『素』」であり、調理中に感じていることをそのまま喋っているだけであるという。けんた自身は、自らの独特の言い回しの背景には「昔から本を読むのがすごく好き」であったことが影響していると分析している。けんたは、池波正太郎や邱永漢、子母澤寛などが食について綴った随筆は何度も読み返しており、特に影響を受けたのは檀一雄の『檀流クッキング』であると述べる。2016年のブログ記事によれば、彼は「ただ料理を構成する情報だけを記す」という一般のレシピ本の無味乾燥なあり方に辟易していたといい、そのような中でであった『檀流』の「なければないで構わない。でも、あればステキだ」といった言い回しに衝撃を受けたという。

## 著作
- オイ『オーイ!つまみできたぞ』翔泳社、2013年2月1日。ISBN 978-4-7981-3071-2。
- けんた食堂『うちめし道』扶桑社、2024年9月28日。ISBN 978-4-594-62244-2。